# Каталаза
Катала́за (от греч. καταλύω — разрушать, ломать) — фермент (КФ 1.11.1.6 Архивная копия от 24 мая 2013 на Wayback Machine), который катализирует разложение образующегося в процессе биологического окисления пероксида водорода на воду и молекулярный кислород ({\displaystyle \mathrm {2H_{2}O_{2}\rightarrow 2H_{2}O+O_{2}} }), а также окисляет в присутствии пероксида водорода низкомолекулярные спирты и нитриты. Содержится почти во всех организмах. Участвует в тканевом дыхании.
Каталаза была получена в кристаллическом состоянии. Её молекулярная масса оценивается в 250 кДа. Фермент широко распространён в клетках животных, растений и микроорганизмов. Относится к хромопротеидам, имеющим в качестве простетической (небелковой) группы окисленный гем. Специфичность каталазы в отношении к субстрату-восстановителю невелика, поэтому она может катализировать не только разложение {\displaystyle \mathrm {H_{2}O_{2}} }, но и окисление низших спиртов. Функция каталазы сводится к разрушению токсичного пероксида водорода, образующегося в ходе различных окислительных процессов в организме. Каталаза является каталитически совершенным ферментом - она ускоряет разложение пероксида водорода в 90 миллиардов раз.

## Методы определения активности каталазы
Каталазную активность определяют спектрофотометрически, измеряя убыль концентрации пероксида водорода по снижению поглощения реакционной смеси при длинах волн в ультрафиолетовой части спектра (например, при 253 нм) или по поглощению комплекса пероксида водорода с молибдатом (например, при 410 нм), используя соответствующие коэффициенты молярного поглощения.